# Tour de Mainfranken
El Tour de Mainfranken fue una carrera ciclista por etapas alemana que se disputada en la región administrativa de Baja Franconia (antigua Mainfranken), en el mes de junio.
Se comenzó a disputar en 1909 como amateur por ello la mayoría de sus ganadores han sido ciclistas de esta categoría. Desde la creación de los Circuitos Continentales UCI en 2005 formó parte del UCI Europe Tour, primero dentro de la categoría 2.2 (última categoría del profesionalismo) y desde el 2008 en la 2.2U (igualmente última categoría del profesionalismo pero limitada a corredores sub-23). La carrera también se ha llamado Rund um Spessart und Rhön (1909-1951), Internationales Ernst-Sachs-Gedächtnis-Rennen (1952-1984), Internationale Ernst-Sachs-Tour  (1985-1999) y Internationale Mainfranken-Tour (2000-2010).

## Palmarés
| Año                                           | Ganador                   | Segundo             | Tercero                |
| --------------------------------------------- | ------------------------- | ------------------- | ---------------------- |
| Rund um Spessart und Rhön                     |                           |                     |                        |
| 1909                                          | Robert Tartsch            |                     |                        |
| 1910                                          | Hans Hartmann             |                     |                        |
| 1911                                          | E. Gall                   |                     |                        |
| 1912                                          | A. Reitberger             |                     |                        |
| 1913                                          | A. Reitberger             |                     |                        |
| 1914                                          | Karl Pfister              |                     |                        |
| 1915–1920                                     | no realizada              | no realizada        | no realizada           |
| 1920                                          | Adolf Huschke             |                     |                        |
| 1921                                          | Karl Pfister              |                     |                        |
| 1922                                          | Adolf Huschke             |                     |                        |
| 1923                                          | A. Schneidawind           |                     |                        |
| 1924                                          | M. Schröck                |                     |                        |
| 1925                                          | Otto Gugau                |                     |                        |
| 1926                                          | no realizada              | no realizada        | no realizada           |
| 1927                                          | Ludwig Geyer              |                     |                        |
| 1928                                          | O. Kürschner              |                     |                        |
| 1929                                          | K. Hedwig                 |                     |                        |
| 1930                                          | Rudolf Risch              |                     |                        |
| 1931                                          | Gerhard Hanke             |                     |                        |
| 1932                                          | no realizada              | no realizada        | no realizada           |
| 1933                                          | Rudi Wölkert              |                     |                        |
| 1934                                          | Josef Remold              |                     |                        |
| 1935                                          | Reinhold Wendel           |                     |                        |
| 1936–1949                                     | no realizada              | no realizada        | no realizada           |
| 1950                                          | Richard Popp              |                     |                        |
| 1951                                          | Richard Popp              |                     |                        |
| Internationales Ernst-Sachs-Gedächtnis-Rennen |                           |                     |                        |
| 1952                                          | M. Janssens               |                     |                        |
| 1953                                          | Edi Ziegler               |                     |                        |
| 1954                                          | Walter Becker             |                     |                        |
| 1955                                          | Walter Becker             |                     |                        |
| 1956                                          | Edi Ziegler               |                     |                        |
| 1957                                          | Noél Conti                |                     |                        |
| 1958                                          | W. Van Der Berghen        |                     |                        |
| 1959                                          | Frans Balvert             |                     |                        |
| 1960                                          | H. Bath                   |                     |                        |
| 1961                                          | August Korte              |                     |                        |
| 1962                                          | Wim Dieperink             |                     |                        |
| 1963                                          | G. Schulz                 |                     |                        |
| 1964                                          | H. Schulz                 |                     |                        |
| 1965                                          | Hans Lüthi                |                     |                        |
| 1966                                          | H. Van Sweevelt           |                     |                        |
| 1967                                          | Jürgen Goletz             |                     |                        |
| 1968                                          | Johannes Knab             |                     |                        |
| 1969                                          | Burkhard Ebert            |                     |                        |
| 1970                                          | R. Savari                 |                     |                        |
| 1971                                          | Jörg Frank                |                     |                        |
| 1972                                          | Dieter Leitner            |                     |                        |
| 1973                                          | I. Schmidt                |                     |                        |
| 1974                                          | Peter Weibel              |                     |                        |
| 1975                                          | Marcel Thull              |                     |                        |
| 1976                                          | R. Weibel                 |                     |                        |
| 1977                                          | Hans Summer               |                     |                        |
| 1978                                          | Richard Trinkler          |                     |                        |
| 1979                                          | Richard Trinkler          |                     |                        |
| 1980                                          | Friedrich von Loeffelholz |                     |                        |
| 1981                                          | Helmut Wechselberger      |                     |                        |
| 1982                                          | Dieter Burkhardt          |                     |                        |
| 1983                                          | Dieter Burkhardt          |                     |                        |
| 1984                                          | Jorgfried Schleicher      |                     |                        |
| Internationale Ernst-Sachs-Tour               |                           |                     |                        |
| 1985                                          | Hans Knauer               |                     |                        |
| 1986                                          | Hartmut Bölts             |                     |                        |
| 1987                                          | Remig Stumpf              |                     |                        |
| 1988                                          | Remig Stumpf              |                     |                        |
| 1989                                          | Markus Schleicher         |                     |                        |
| 1990                                          | Steffen Rein              |                     |                        |
| 1991                                          | Stephan Gottschling       |                     |                        |
| 1992                                          | M. Weismann               |                     |                        |
| 1993                                          | Andreas Lebsanft          |                     |                        |
| 1994                                          | Thomas Liese              |                     |                        |
| 1995                                          | R. Konencny               |                     |                        |
| 1996                                          | S. Holzmann               |                     |                        |
| 1997                                          | Stephan Schreck           |                     |                        |
| 1998                                          | Heinrich Trumheller       |                     |                        |
| 1999                                          | Jochen Summer             |                     |                        |
| Mainfranken-Tour                              |                           |                     |                        |
| 2000                                          | Matteo Carrara            | Bram Tankink        | Wolfgang Murer         |
| 2001                                          | Marco Bos                 | Armin Kroeninger    | Eric Baumann           |
| 2002                                          | Ivan Terenine             | Andrej Ptchelkine   | Mark Fitzgerald        |
| 2003                                          | Mathias Jelitto           |                     |                        |
| 2004                                          | Mathieu Heijboer          | Arnaud Gérard       | Heinrich Haussler      |
| 2005                                          | Matthieu Ladagnous        | Felix Odebrecht     | Christoph Meschenmoser |
| 2006                                          | Sebastian Schwager        | Christoph Pfingsten | Tony Martin            |
| 2007                                          | Anatoliy Kashtan          | Ilya Chernyshov     | Marcel Wyss            |
| 2008                                          | Mykhaylo Kononenko        | Philipp Ries        | Marcel Barth           |
| 2009                                          | Sebastian May             | Sebastian Hans      | Martin Gründer         |
| 2010                                          | Marc Goos                 | Marcel Kittel       | Jarno Gmelich Meijling |

## Palmarés por países
| País            | Victorias |
| --------------- | --------- |
| Alemania        | 57        |
| Suiza           | 5         |
| Países Bajos    | 5         |
| Bélgica         | 3         |
| Austria         | 3         |
| Italia          | 2         |
| Ucrania         | 2         |
| Luxemburgo      | 1         |
| República Checa | 1         |
| Rusia           | 1         |
| Francia         | 1         |